# Centre hospitalier de São Tomé

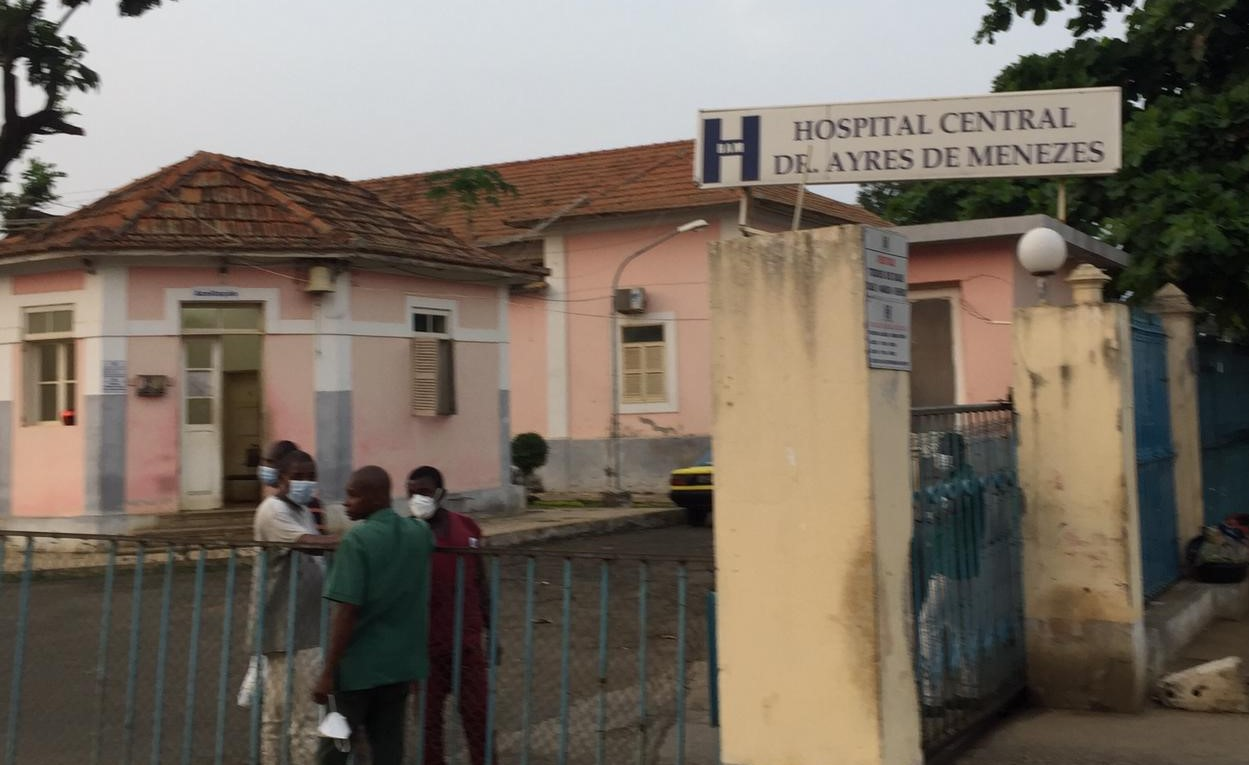
Le centre hospitalier.

Le Centre hospitalier de São Tomé (Centro hospitalar de São Tomé), aussi connu sous le nom d'hôpital du Dr Ayres Menezes,, est un hôpital situé à São Tomé, la capitale santoméenne.
Il est situé près de l'Institut des sciences et de la vie (en).

## Histoire
En 2006 et 2009, l'hôpital reçoit une aide des États-Unis et du Portugal pour son approvisionnement en l'hémodialyse.
Un nouveau service de diagnostic ouvre fin juin 2017.